# サンタマリア (カリフォルニア州)
サンタマリア（英: Santa Maria）は、アメリカ合衆国カリフォルニア州中部サンタバーバラ郡の都市。カリフォルニア州のセントラルコーストに位置する。人口は約10万人（2020年）でサンタバーバラを上回っており、郡内では最大の都市となっている。ワイン産業と苺の生産とサンタマリア・スタイルのバーベキューで有名である。

## 歴史
サンタマリア・バレーはサンタルシア山脈から太平洋に向かって伸びており、数千年前からチュマシュ族インディアンの母国だった。彼等はオークの木が生える周辺の丘陵斜面、アメリカスズカケの木の間のサンタマリア川岸、および海浜地域にその家を建てた。海洋での釣りのためには、トモルと呼ばれる板で作ったボートを持っていた。
1769年、ガスパル・デ・ポルトラの遠征隊が、スペインによるカリフォルニア植民地海岸の初の陸路探検で、モントレー湾に向かうときにサンタマリア・バレーを通った。1772年には北方にサンルイスオビスポ・デ・トロサ伝道所が、1787年には現在のロンポックに近い南方にラ・プリシマ・コンセプションの伝道所が設立された。1821年、メキシコ独立戦争の後でスペインがこの地を離れ、サンタマリア・バレーの伝道所とその土地は1844年にランチョ・プンタ・デ・ラグナと呼ばれるメキシコの特許土地となった。
1850年、カリフォルニアがアメリカ合衆国の州に昇格すると、肥沃な土壌が農夫や開拓者を惹き付け、サンタマリア川バレーは州内でも最大級に生産的な農業地帯となった。農業は現在でもサンタマリア市と周辺地域の経済にとって主要産業であり続けている。
1869年から1874年、渓谷の著名開拓者のうちの4人、すなわちルドルフ・クック、ジョン・ソーンバーグ、アイザック・フェスラーおよびアイザック・ミラーが今日のブロードウェイとメインストリートの角にある土地を耕作した。町の地図は1875年にサンタバーバラで記録された。この新しい町は当初グランジャービルと呼ばれ、続いてセントラルシティと呼ばれた。市名は1885年2月18日にサンタマリアに変更された。これはこの町宛の手紙が間違ってコロラド州セントラルシティに送られることがあったからである。サンタマリアという名前は、開拓者のフアン・パシフィコ・オンティベロスがその25年前に自分の資産に名付けたものを使った。
サンタマリア・バレーでは1888年に石油開発が始まり、世紀の変わり目頃には大規模な油田発見に繋がった。ユニオン・オイルが町の南にあるソロモン丘陵でオーカット油田という大きな油田を発見し、多くの小規模石油会社とともに油の汲み上げを始めた。1903年が終わるまでに、ユニオン・オイルは22の油井を運転していた。その後も幾つかの重要な発見が続いた。その後の80年間で、幾つかの大規模油田が発見され、数千の油井が掘られ、石油を生産していった。1930年代にサンタマリア市の南部と西部の地下でサンタマリア・バレー油田が発見され、石油開発が強化され、それまでにも増して市は成長を遂げた。1957年までにサンタマリア・バレーで1,775の油井が運転され、6億4,000万ドル以上の価値がある石油を生産した。

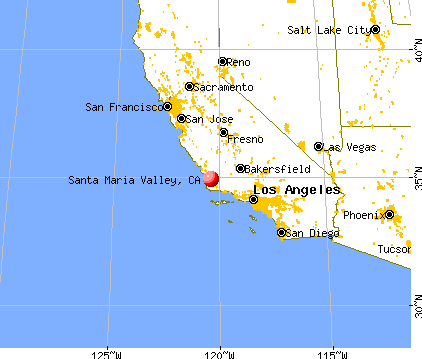
カリフォルニア州の中で占めるサンタマリア・バレーの位置

## 地理
サンタマリアは北緯34度57分5秒 西経120度26分0秒 / 北緯34.95139度 西経120.43333度に位置する。アメリカ合衆国国勢調査局に拠れば、市域全面積は19.8平方マイル (51.2 km2)であり、このうち陸地は19.3平方マイル (50.1 km2)、水域は0.4平方マイル (1.1 km2)で水域率は2.23％である。
サンタマリア市の南には未編入のオーカットがあり、北にはサンタマリア川（サンタバーバラ郡とサンルイスオビスポ郡の郡境）がある。この渓谷は西に太平洋、東にサンラファエル山脈とロスパドレス国立の森がある。グアダルーペ市は約9マイル (14 km) 西にある。

### 気候
サンタマリアはカリフォルニア州の海岸部に典型的な冷涼な地中海性気候（ケッペンの気候区分Csb）である。大洋から吹く微風によって雲が払われ日照が多い。霧が発生することも多い。サンタマリア市のある低地では降雪が事実上皆無であり、1949年1月に桟橋でにわか雪が降ったのが最後である。その前の記録としては1882年1月の降雪である。
| サンタマリアの気候     | サンタマリアの気候 | サンタマリアの気候 | サンタマリアの気候 | サンタマリアの気候 | サンタマリアの気候 | サンタマリアの気候 | サンタマリアの気候 | サンタマリアの気候 | サンタマリアの気候 | サンタマリアの気候 | サンタマリアの気候 | サンタマリアの気候 | サンタマリアの気候 |
| 月                     | 1月                | 2月                | 3月                | 4月                | 5月                | 6月                | 7月                | 8月                | 9月                | 10月               | 11月               | 12月               | 年                 |
| ---------------------- | ------------------ | ------------------ | ------------------ | ------------------ | ------------------ | ------------------ | ------------------ | ------------------ | ------------------ | ------------------ | ------------------ | ------------------ | ------------------ |
| 平均最高気温 °C （°F） | 17.7 (63.9)        | 18.2 (64.8)        | 18.2 (64.8)        | 19.8 (67.6)        | 20.3 (68.6)        | 21.9 (71.4)        | 23.1 (73.5)        | 23.4 (74.2)        | 23.8 (74.9)        | 23.3 (74.0)        | 20.7 (69.2)        | 18.3 (64.9)        | 20.7 (69.3)        |
| 平均最低気温 °C （°F） | 4.1 (39.3)         | 5.2 (41.4)         | 5.9 (42.7)         | 6.3 (43.4)         | 8.3 (46.9)         | 10.2 (50.4)        | 11.9 (53.5)        | 12.3 (54.2)        | 11.6 (52.9)        | 9 (48.2)           | 5.4 (41.8)         | 3.4 (38.2)         | 7.8 (46.1)         |
| 降水量 mm （inch）     | 67.1 (2.64)        | 82 (3.23)          | 74.7 (2.94)        | 23.1 (0.91)        | 8.1 (0.32)         | 1.3 (0.05)         | 0.8 (.03)          | 1.3 (.05)          | 7.9 (.31)          | 11.4 (0.45)        | 31.5 (1.24)        | 46 (1.81)          | 355.9 (14.01)      |
| 出典：NOAA August 2010 |                    |                    |                    |                    |                    |                    |                    |                    |                    |                    |                    |                    |                    |

## 経済
市の経済では農業が重要な役割を担っている。この地域ではブドウ園、ワイン醸造所、およびワイン製造者の数が増えており、サンタバーバラ郡のワイン生産地帯ではサンタイネスとフォクセンキャニオン、サンルイスオビスポ郡のワイン生産地帯ではエドナ・バレーとアロヨグランデの中央に位置している。
市周辺の農業地帯はカリフォルニア州内でも最大級に生産性の高い地域であり、主な作物としてはイチゴ、ワイン用ブドウ、セロリ、レタス、エンドウ、スカッシュ（カボチャ）、カリフラワー、ホウレンソウ、ブロッコリ、および豆類がある。牛を飼育する牧場も多い。
近年、市の農業と小売業の経済に他の産業も加えられてきた。例えば、航空宇宙産業、通信業、ハイテク研究開発産業、エネルギー生産業、軍需産業および製造業である。

### 主要雇用主
サンタマリアの包括的年間財務報告書2008年版によれば、市内の大きな雇用主トップ10は以下の通りである。
| 順位 | 雇用主                         | 従業員数 |
| ---- | ------------------------------ | -------- |
| 1    | サンタマリア・ボニータ教育学区 | 1,724    |
| 2    | マリアン医療センター           | 1,450    |
| 3    | アラン・ハンコック・カレッジ   | 890      |
| 4    | サンタマリア合同統合高校学区   | 725      |
| 5    | サンタマリア市                 | 647      |
| 6    | オーカット統合教育学区         | 586      |
| 7    | ボニパック                     | 533      |
| 8    | C & D ゾディアック             | 491      |
| 9    | デン・マット                   | 361      |
| 10   | VTC エンタプライジーズ         | 340      |

## 人口動態
以下は2000年の国勢調査による人口統計データである。
| 基礎データ - 人口: 99,553人 - 世帯数: 22,146世帯 - 家族数: 26,908家族 - 人口密度: 1,546.5人/km2（4,005.8人/mi2） - 住居数: 22,847軒 - 住居密度: 456.4軒/km2（1,182.1軒/mi2） 人種別人口構成 - ヒスパニック・ラテン系: 70.4% - 白人: 56.2% - アフリカン・アメリカン: 1.7% - ネイティブ・アメリカン: 1.8% - アジア人: 5.1% - 太平洋諸島系: 0.2% - その他の人種: 30.0% - 混血: 5.1% 年齢別人口構成 - 18歳未満: 31.6% - 18-24歳: 11.6% - 25-44歳: 29.5% - 45-64歳: 15.9% - 65歳以上: 11.3% - 年齢の中央値: 29歳 - 性比（女性100人あたり男性の人口） - 総人口: 103.2 - 18歳以上: 101.6 | 世帯と家族（対世帯数） - 18歳未満の子供がいる: 42.0% - 結婚・同居している夫婦: 56.45% - 未婚・離婚・死別女性が世帯主: 13.3% - 非家族世帯: 24.8% - 単身世帯: 20.0% - 65歳以上の老人1人暮らし: 9.3% - 平均構成人数 - 世帯: 3.66人 - 家族: 4.06人 収入と家計 - 収入の中央値 - 世帯: 51,739米ドル - 家族: 48,233米ドル - 性別 - 男性: 28,700米ドル - 女性: 22,364米ドル - 人口1人あたり収入: 13,780米ドル - 貧困線以下 - 対人口: 19.7% - 対家族数: 15.5% - 18歳未満: 26.5% - 65歳以上: 7.7% |

## 法と政府

### 裁判所
サンタバーバラ郡の公式最高裁判所3か所のうち1つがサンタマリア市にある。他の2つはサンタバーバラ市内にある。2003年から2005年、この最高裁判所はマイケル・ジャクソンに対する重罪告訴を裁いた（マイケル・ジャクソン裁判）。これは2005年6月13日に無罪判決となった。地区検察官は事件が起こったとされるネバーランド牧場から近いことでサンタマリアでの裁判を選んだ。

### 政治
サンタマリア市はサンタバーバラ市と比べ政治的指向が分裂しており、よりリベラルな方向に向きつつある。おそらくはこの政治的な拮抗のために灌漑や水供給問題と共に、多くの事項が郡内世論を2つに分け、郡内北部（おおまかにポイント・コンセプションから北）はミッション郡と名付けられている。しかし、長年にわたってこの分離運動は不成功に終わってきた。

### 法の執行
サンタマリア市の主要法執行機関であるサンタマリア警察部が毎年13万件の電話問い合わせに対応している。サンタバーバラ郡保安部も市内と周辺社会で活動している。サンタマリア警察部は3つに部門、すなわち管理部、運営部および支援部に分かれ、112人の警官と51人の常駐支援員が働いている。

## 交通

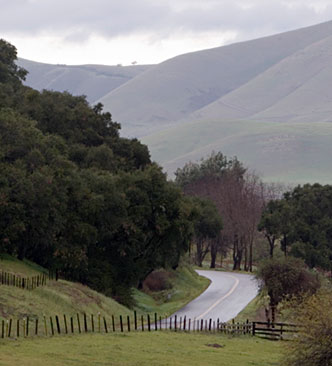
フォクセンキャニオン道路、サンタマリアとサンタイネス・バレーとを繋いでいる

### 高速道路
アメリカ国道101号線がサンタマリア・バレー中心部を通り、西部海岸都市の多くとを繋ぐ高規格道路となっている。これはサンタマリア市内の高規格道路の状態を改善してきた（平面交差の交差点を省いたという意味で）。サンタマリア・ウェイとカリフォルニア州道135号線高架道路の間で4車線から6車線に拡幅する工事が行われた。3，200万ドルを掛けたこの工事は2009年初期に完工した。
カリフォルニア州道1号線は市の西縁を走り、ロムポック近くでヴァンデンバーグ空軍基地とを繋いでいる。市内の国道101号線は高速道路であり、市と基地を繋ぐ州道1号線の小部分も高速道路だが、この2つの高速道路は互いに接続していない。
カリフォルニア州道135号線が市内を抜ける幹線道路と考えられている。南にあるロスアラモスの町からオーカットとサンタマリアを高速道路として抜けている。この道路はサンタマリア・ウェイと同じ経路を走る。その後ブロードウェイに入り市内中心部を抜けてサンタマリア川と国道101号線に向かう。

### 航空
サンタマリア公共空港からユナイテッド航空でロサンゼルスへ、アレジアント航空でネバダ州ラスベガスへ定期商業便が発着している。他にサンルイスオビスポ市のサンルイスオビスポ郡地域空港とゴリータ市のサンタバーバラ市民空港がある。

### 鉄道
サンタマリア・バレー鉄道はグアダルーペ市に向かう短い貨物鉄道である。主な事業は北カリフォルニアと南カリフォルニアの車庫が一杯になったときにその待避所とすることが含まれている。
長距離を走るアムトラックの線で最も近い駅はグアダルーペ市にあり、サンタマリア市からはそこまでアムトラックがバス便を運行している。アムトラックの列車パシフィック・サーフライナーは毎日上下2本ずつが北のパソロブレスから南のロサンゼルス経由サンディエゴまで走っている。

### バス
サンタマリア地域交通が市内と郡部のバス便を運行しており、最近は午後10時15分まで運行時間を拡大した。
サンルイスオビスポ地域交通局もサンタマリア市とサンルイスオビスポ市を結ぶ10番系統を走らせており、ウィークデイが主であるが、土曜日と日曜日にも3往復させている。
ブリーズ・バスがロムポック、ヴァンデンバーグ空軍基地とサンタマリア市を結んでいる。
長距離都市間バスはグレイハウンドが運行している。

## 教育

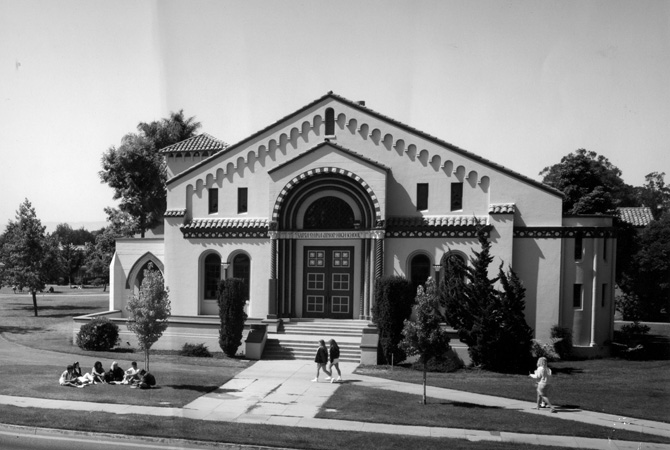
サンタマリア市高校にあるエセル・ポープ公会堂

サンタマリア合同統合高校学区はカリフォルニア州最古の高校学区であり、地域内公立高校3校を管轄している。バレー内には他に私立の著名高校が2校ある。サンタマリア・ボニータ教育学区は小学校15校、中学校4校を管轄し、児童・生徒数は13,700人である。この教育学区にある学校はサンタマリア市内、郡内のタングルウッドおよびグアダルーペ方面の児童・生徒を入学させている。オーカット統合教育学区は未編入のオーカット内の学校を管轄しており、小学校6校、中学校2校がある。この学区には2008年から2009年の学校年に新しくオーカット・アカデミー高校が加えられた。この高校はオーカット中学校の敷地内にある。
市内には2年制コミュニティ・カレッジであるアラン・ハンコック・カレッジがある。このカレッジは元アメリカンフットボールのヘッドコーチであるジョン・マッデンやアーニー・ザンペス、さらにグンター・カニンガムなどがいて、傑出した運動教育が特徴である。このカレッジには州内でも優れた劇団の1つである演劇パシフィック・コンサーバトリーもある。

## 文化

### トリチップとサンタマリア・スタイルのバーベキュー
サンタマリア市はおそらく多様なバーベキューで著名である。トリチップ・ステーキはサンタマリアが本家である。トリチップはボトムサーロインから切り出した牛肉を使っている。それは小さな三角筋であり、牛の片身から1.5ないし2.5ポンド (0.7-1.1 kg) が取れる。アメリカ合衆国では1950年代遅くまで挽肉にするか薄切りにしてステーキにするのが普通だったが、その後にサンタマリアの特別料理になった。「サンタマリア・スタイル」のバーベキューという言葉はトリチップあるいはその他の肉（トップサーロインかトップブロック）の味付けに使われ、塩、胡椒と香辛料で擦り、全体を回転式串焼き器で焙るか、地元産のレッドウッドの薪で焙るかしている。「サンタマリア・スタイル」のバーベキューを補うサイドメニューとしてはガーリックトースト、ピンキートビーンズおよびサラダがある。

### ワイン
サンタマリアは隣接するロムポック、ロスアラモスおよびサンタイネス・バレーと共に国内でも最大級のワイン生産地帯を形成し、サンタバーバラ・ワインカントリーと呼ばれている。
霧が多く風が吹くサンタマリア・バレーはサンタバーバラ郡の北端にある。アメリカワイン産地として最初に認定されたこの地域は極端に複雑な土壌と多様な微気候が相乗効果を与えている。シャルドネとピノ・ノワールが特に大洋の影響の恩恵を受ける2品種であり、この原産地を代表するものである。
サンタマリア・バレーのブドウの品質が広く認められたので、原産地の醸造所で使われるだけではなくなった。サンタバーバラ郡全体や郡外の多くワイン醸造所でも使われている。サンタマリア・バレーという名前はサンタバーバラ郡から遠い醸造所のラベルにも使われている。サンタマリア・バレーという原産地は東のサンラファエル山脈とロスパドレス国立の森、西のソロモン丘陵とサンタマリア市で限られている。
著名なテーブルワインとしては、オボン・クリマット、フォクセン、カンブリア、バイロン、ランチョシスコックおよびビヤン・ナシド・ビニヤードがある。

### 劇場
市内にあるアラン・ハンコック・カレッジには、高く評価される演劇学校であり劇団である演劇パシフィック・コンサーバトリーがある。著名な卒業生としてはロビン・ウィリアムズ、キャシー・ベイツ、ケリー・マクギリス、マーセデス・ルールおよびザック・エフロンがいる。
サンタイネス・バレーのソルヴァングには別の演劇パシフィック・コンサーバトリー劇団がある。

### 映画
サンタマリアは長年ハリウッド映画の撮影現場になってきた。以下のリストはその主なものである。
- パイレーツ・オブ・カリビアン/ワールド・エンド, （2007年）
- パイレーツ・オブ・カリビアン/デッドマンズ・チェスト,（2006年）
- サイドウェイ,（2004年）
- オーシャン・オブ・ファイヤー,（2003年）
- G.I.ジェーン,（1996年）
- バートン・フィンク,（1991年）
- ロケッティア,（1991年）
- 翼よ! あれが巴里の灯だ,（1957年）
- 十誡,（1923年）

## 著名な出身者と住人
- エンタテインメント:
  - ジェーン・ラッセル、女優
  - チャック・ネグロン、歌手、スリー・ドッグ・ナイトの設立メンバー
  - ロビン・ウィリアムズ、俳優、演劇パシフィック・コンサーバトリー出身
  - ザック・エフロン、俳優、演劇パシフィック・コンサーバトリー出身
  - キャシー・ベイツ、女優、演劇パシフィック・コンサーバトリー出身
  - ゲーリー・コールマン、俳優

- スポーツ:
  - オジー・スミス、メジャーリーグベースボール選手、アメリカ野球殿堂入り
  - ジョン・マッデン、元アメリカンフットボールのヘッドコーチ、プロフットボール殿堂入り
  - ロビン・ベンチュラ、メジャーリーグベースボール選手
  - マット・サウアー、メジャーリーグベースボール選手

- 政治:
  - アベル・マルドナド、カリフォルニア州副知事